# Hans Jakob Wörner (Kunsthistoriker)
Hans Jakob Wörner (* 20. Juni 1941 in Waldshut-Tiengen; † 13. Februar 2002 in Neuenburg am Rhein) war ein deutscher Kunsthistoriker und Denkmalpfleger. 

## Leben und Werk
Nach seiner Schulausbildung in Waldshut und am Kolleg St. Blasien studierte Wörner Kunstgeschichte, Klassische Archäologie und Zeitungswissenschaft an der Universität Zürich, wo er 1966 promoviert wurde. Zu seinen Lehrern gehörten Gotthard Jedlicka und Peter Meyer.
Wörner arbeitete zunächst für das Bayerische Landesamt für Denkmalpflege und kam dann im Oktober 1973 zur Außenstelle Freiburg des Landesamtes für Denkmalpflege Baden-Württemberg.
1974 war er Teilnehmer der Gründungsversammlung des  Geschichtsverein Hochrhein.
Vorher war er bereits ehrenamtlicher Mitarbeiter in seinem Heimatort Waldshut. In seiner engeren Heimat begann auch seine Tätigkeit als „Gebietskonservator“, später auch in den baden-württembergischen Landkreisen Lörrach und Tuttlingen, zuletzt über lange Jahre im Ortenaukreis. Wörner befasste sich auch mit der Abteikirche Ottmarsheim in der elsässischen Nachbarschaft seines Wohnortes Neuenburg am Rhein und publizierte vielfach zusammen mit seiner Frau Dr. Judith Wörner.
1982 wurde unter dem Vorsitz von Wörner der Geschichts- und Kulturkreis Neuenburg gegründet, dessen Vorsitzender er bis zu seinem Tode blieb. Für die Zeitschrift des Geschichtsvereins Markgräflerland e. V., Das Markgräflerland schrieb er zahlreiche Beiträge.

## Veröffentlichungen (Auswahl)
- Formuntersuchungen zur Bedeutung der Architekturdarstellung für die Komposition in Werken französischer Malerei des 17. Jahrhunderts; Dissertation Zürich 1966, 1967 publiziert
- Architektur des Frühklassizismus in Süddeutschland, 1979
- Das Schicksal der Klostergebäude im Laufe der Jahrhunderte. In: Das tausendjährige St. Blasien. 200 jähriges Domjubiläum. Ausstellung im Kolleg St. Blasien, Abteiflügel, vom 2. Juli bis 2. Okt. 1983. Bd. 2: Beträge. Karlsruhe 1983, S. 87–132.
- Bemerkungen zur Baugeschichte. In: St. Blasien. Festschrift aus Anlaß des 200jährigen Bestehens der Kloster- und Pfarrkirche. München 1983, S. 195–208.
- Zur Baugeschichte der barocken Klosteranlage und des Domes in St. Blasien. In: Badische Heimat 63, 1983, S. 487–496.